# 231265 Saulperlmutter
231265 Saulperlmutter è un asteroide della fascia principale. Scoperto nel 2006, presenta un'orbita caratterizzata da un semiasse maggiore pari a 2,8182922 UA e da un'eccentricità di 0,0415461, inclinata di 5,88179° rispetto all'eclittica.